# 眉山地区
眉山地区，四川省已撤销的地区。今眉山市的前身。
1950年代初，曾设置眉山专区。后撤消，辖县划入乐山专区和温江专区。
1997年5月30日，经中国国务院批准，由乐山市划出眉山县、彭山县、仁寿县、洪雅县、丹棱县、青神县6县设立眉山地区。地区行政公署驻眉山县东坡镇。
2000年6月10日，设置地级眉山市，同时，眉山县改为东坡区。